# Namea saundersi
Namea saundersi är en spindelart som beskrevs av Raven 1984. Namea saundersi ingår i släktet Namea och familjen Nemesiidae.
Artens utbredningsområde är Queensland. Inga underarter finns listade i Catalogue of Life.